# Hail the Villain
Hail the Villain — канадская метал-группа, образовавшаяся в 2003 году в Ошаве, штат Онтарио (первоначально под названием Farenheit) и исполняющая (согласно Allmusic) музыку, созвучную Sevendust и Velvet Revolver. Группу сравнивают также с Billy Talent и Rise Against.

## История
В 2003 году Брайан Крауч (вокал), Джосеф Стэмп (гитара), Чад Тейлор (бас-гитара), и Дрю Докрилл (ударные) создали группу Fahrenheit. Под таким названием квартет выпустил именной EP и полноформатный альбом Disconnected (2005). Изменить название на Hail The Villain предложил в 2006 году во время подготовки группы к интервью для ванкуверской радиостанции Крауч. Солист полагал, что такое имя подходило их направлению, в то время как «Fahrenheit» не сочеталось с тем уровнем агрессивности, на который они вышли.
Вскоре после выхода первого альбома Population: Declining (2008, в США на Roadrunner Records он вышел в 2010 году) музыканты покинули родную Ошаву и приступили к гастролям, в частности, с такими коллективами, как Billy Talent и Hedley. Сейчас Hail The Villain работают над мультипликацией, связанной с альбомом (ориентируясь на The Wall Pink Floyd как на образец) и планируют выпустить DVD с записью их лучших концертов.
Говоря о влияниях, Крауч отмечал, что группа «впитывает всё, что слышит», а сам он пытается притягивать внимание публики также, как это получается у фронтменов других групп: Аксла Роуза и Стивена Тайлера.

## Интересные факты
- Песня «Runaway» была использована в качестве музыкальной темы для WWE 2010 Survivor Series .
- В 2011 году альбом был номинирован в качестве рок-альбом года на награждении Juno Awards.

## Состав
- Брайан Кроуч — вокал
- Джозеф Стемп — гитара
- Чад Тейлор — бас
- Флавио Кирилло — барабаны

## Дискография

### Population: Declining
1. «Take Back the Fear» — 3:44
2. «My Reward» — 2:53
3. «Runaway» — 3:11
4. «16 Cradles» — 3:42
5. «Evil Has A Name» — 3:26
6. «Try Hating The World» — 3:06
7. «Glad To Be» — 2:58
8. «Blackout» — 3:19
9. «Pyro» — 2:21
10. «Mission Control» — 3:32
11. «Swan Dive Suicide» — 5:00
12. «Social Graces» — 3:54

### EP
- Maintain Radio Silence (April 17, 2010)

1. «Social Graces» — 3:54
2. «16 Cradles» — 3:42
3. «Blackout» — 3:19
4. «Take Back the Fear (Live)» -
5. «Mission Control (Live)» -

### Синглы
| Год  | Название             | Место в позиции | Место в позиции | Альбом                |
| Год  | Название             | U.S. Main.      | U.S. Rock       | Альбом                |
| ---- | -------------------- | --------------- | --------------- | --------------------- |
| 2010 | «Take Back the Fear» | 20              | 32              | Population: Declining |
| 2010 | «Runaway»            | 29              | —               | Population: Declining |

### Видео
- «Take Back the Fear» (Запись концертов)
- «Runaway» (Клип, Октябрь 20, 2010)  «My Reward»